# NGC 1454
NGC 1454 ist ein Stern im Sternbild Eridanus. Das Objekt wurde im Jahr 1886 von Frank Muller (Astronom) entdeckt und fälschlicherweise in den NGC-Katalog aufgenommen.